# Al-Wahda SCC Sanà
|  | Aquest article tracta sobre el club de futbol del Iemen. Vegeu-ne altres significats a «Al-Wahda». |

L'Al-Wahda Sports & Cultural Club (àrab: نادي الوحدة الرياضي و الثقافي, Nādī al-Waḥda ar-Riyāḍī wa-ṯ-Ṯaqāfī, ‘Club Esportiu i Cultural de la Unitat’) és un club iemenita de futbol de la ciutat de Sanà.
El club va ser fundat l'any 1954. Va guanyar cinc cops la lliga nacional entre els anys 1979 i 2002. Els seus colors són el blau i el blanc.
El seu principal rival ciutadà es l'Al-Ahli Club Sana'a i el derbi entre ambdós clubs rep el nom de the Summit.

## Palmarès
- Lliga iemenita de futbol:[3]

1978-79, 1994-95, 1996-97, 1997-98, 2001-02
- Copa Unitat (Iemen):[6]

1998
- Copa de la República del Iemen del Nord:[6]

1978